# Saint Ives

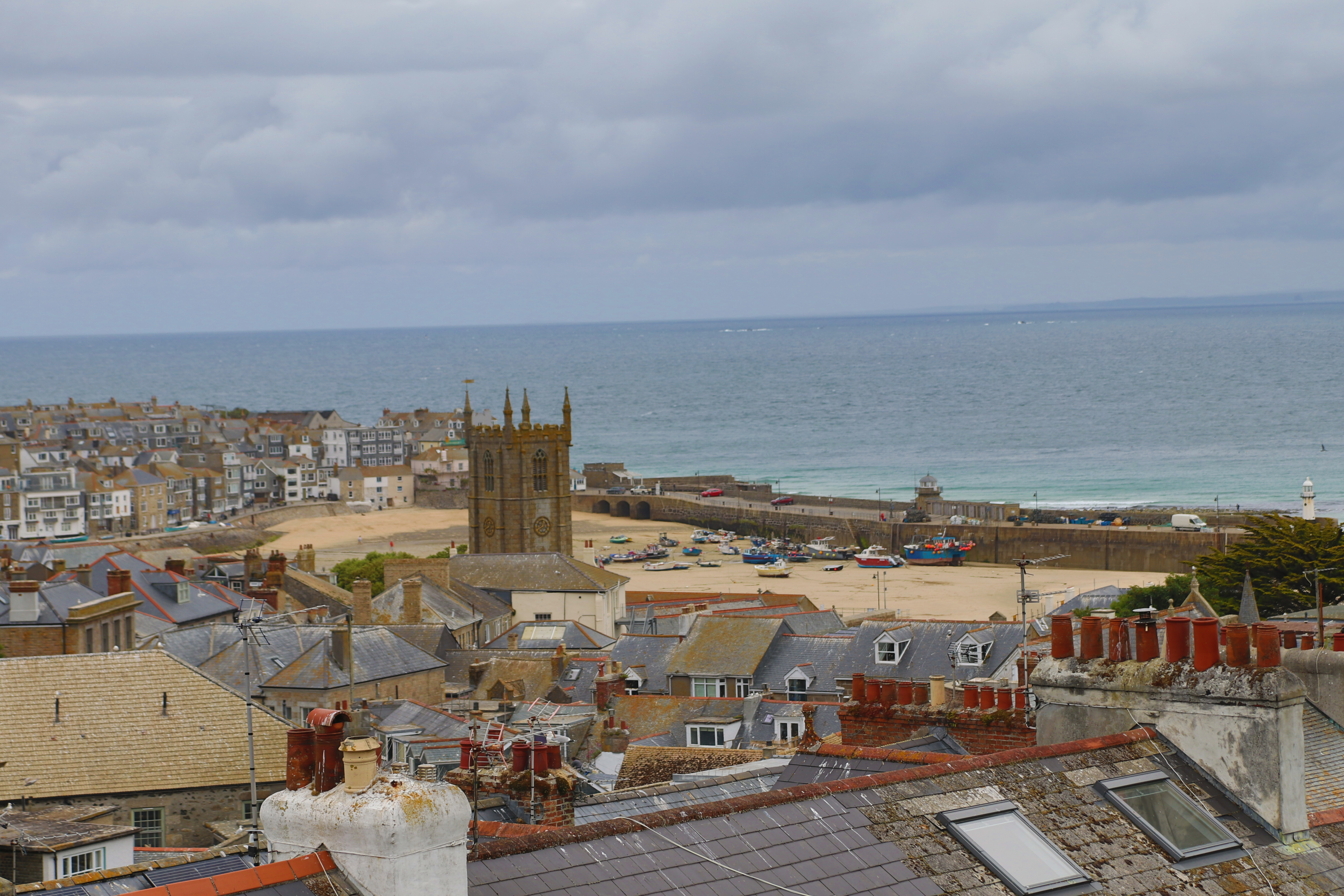
Cornualla de St Ives

Saint Ives (AFI [sent 'ajvz]), normalment denominat amb la forma abreujada St Ives (en còrnic Porthia), és una ciutat costanera del districte de Penwith, a Cornualla (Anglaterra).
La ciutat és al nord de Penzance i a l'oest de Camborne. Antigament depenia comercialment de la indústria pesquera. La decadència d'aquest sector, tanmateix, ha provocat un canvi comercial i la ciutat és ara principalment un centre turístic. Saint Ives va ser incorporada per carta reial el 1639 a Anglaterra.

## Història
Segons la llegenda, els orígens de la ciutat són atribuïts a la vinguda de la santa irlandesa Ia de Cornualla al segle v. El nom de Saint Ives provindria d'una versió deformada del seu nom. L'església de la ciutat porta el nom de la santa.

## Llocs d'interès

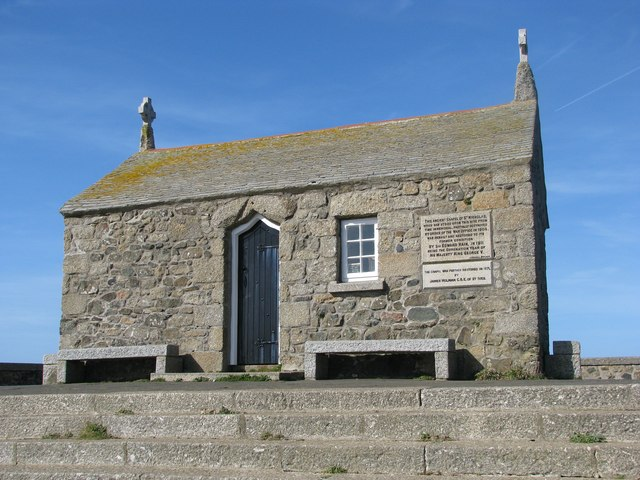
St. Nicholas' Chapel

St. Nicholas Chapel (en català, Capella de Sant Nicolau) és un edifici medieval de granit, d'una sola habitació, situat al cim d'un promontori anomenat l'illa de St Ives.
A pesar de que inicialment va ser una capella per als mariners de St. Ives, ha tingut diferents utilitats al llarg del temps. Durant la dècada de 1800 va ser utilitzada com a lloc vigilància contra els contrabandistes per part dels agents de duanes, ja que era un lloc propici per al contraban. Posteriorment es va utilitzar com a magatzem pel Ministeri de la Guerra.
El 1904 es va decidir la seva demolició, però després d'una protesta pública es va decidir la seva restauració, que es va realitzar el 1911.

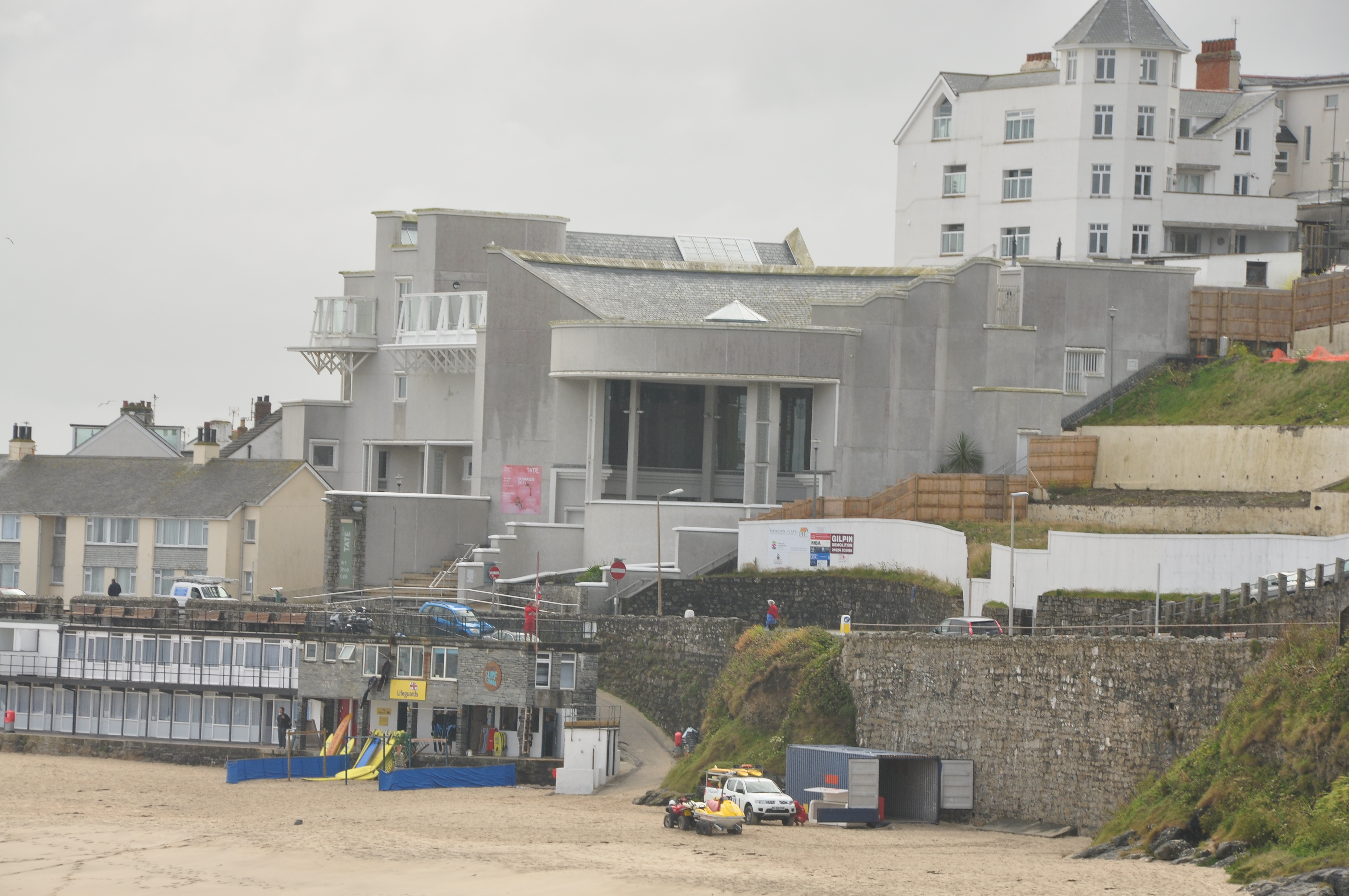
Tate St. Ives

Tate St. Ives és una galeria d'art situada al lloc d'una antiga fàbrica de gas, a la platja de Porthmeor. Va ser dissenyada pels arquitectes Eldred Evans i David Shalev i va ser inaugurat el 1993 pel Príncep Carlos.
Barbara Hepworth Museum

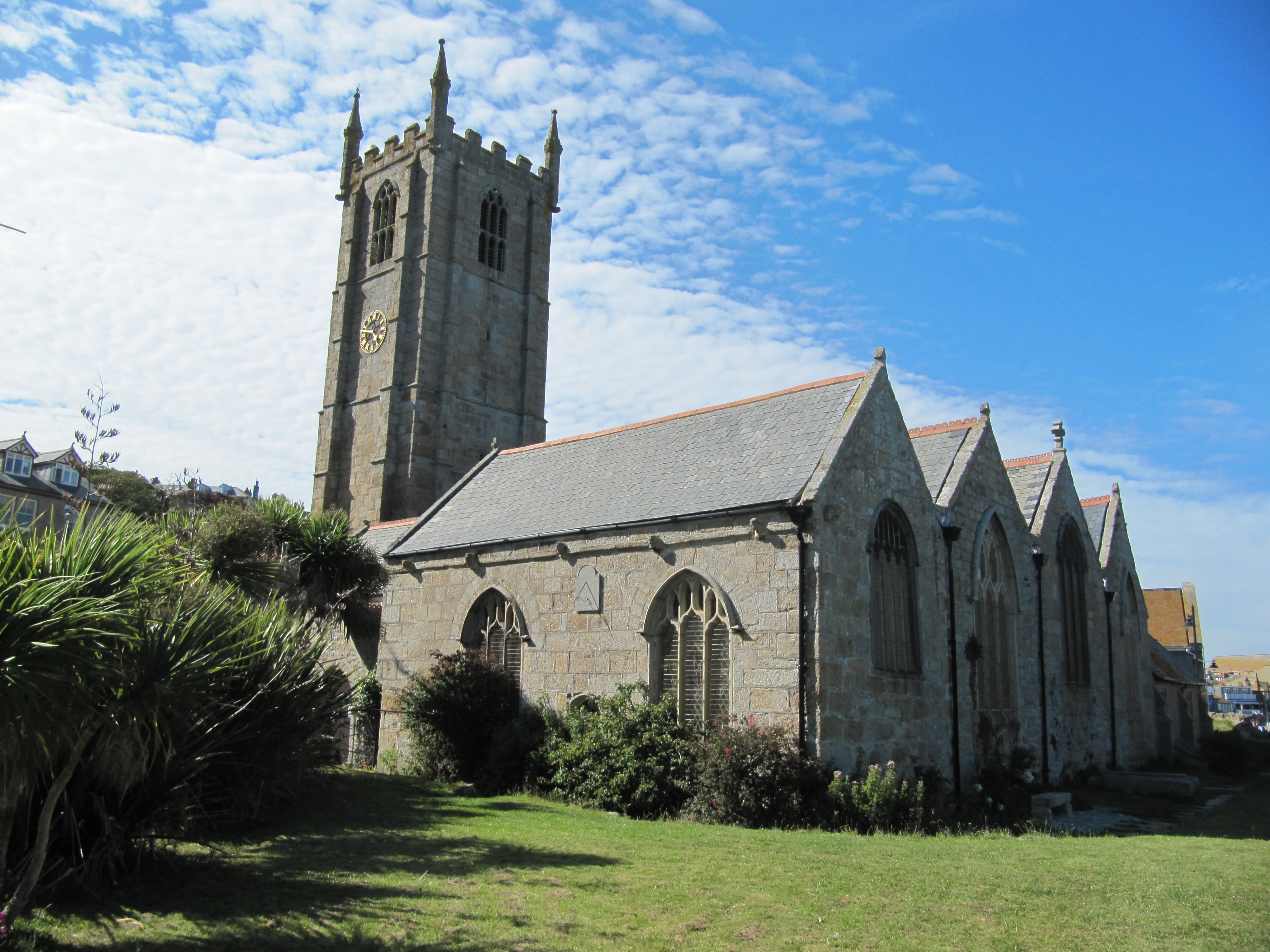
Església parroquial de Sant Ives

St. Ives Parish Church (en català Església parroquial de Sant Ives) forma part de la Diòcesi Anglicana de Truro. Està dedicada a la santa celta santa Ia, la qual va donar nom a la ciutat, i també a Sant Andreu, patró dels pescadors i a Sant Pere. L'església està construïda de granit de Cornualla, molt a prop del port. La seva torre és un dels més alts de les esglésies de Cornualla, amb més de 24 m d'altura. L'edifici actual de l'església va ser consagrat el 1434.
De l'interior es pot destacar la volta de canó, els extrems dels bancs de fusta així com l'escultura i el canelobre de Barbara Hepworth.

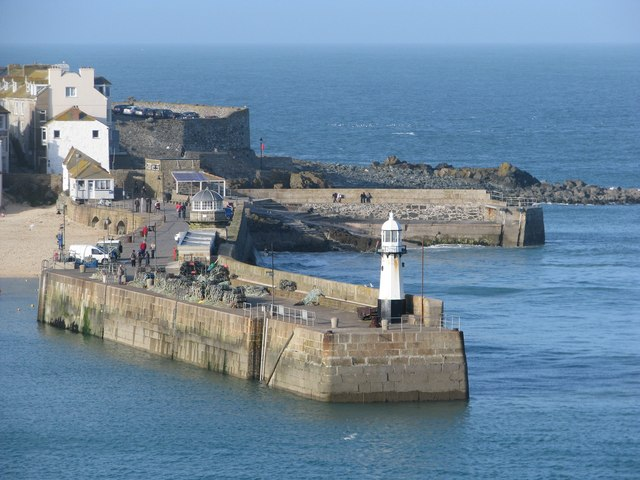
Moll d'Smeaton amb far d'Smeaton seguit del moll més modern amb el corresponent far.

Smeaton Pier (en català moll d'Smeaton) es troba al costat nord de del port i es va construir entre 1767 i 1770 a partir d'un disseny de l'enginyer de civil John Smeaton. El moll va ser construït amb l'abocament de runes en el llit marí i després es varen construir les parets al voltant d'aquest nucli. Inicialment el moll d'Smeaton del moll tenia 120 metres de llarg amb un elegant far d'Smeaton a l'extrem. En la dècada de 1890 el moll es va allargar gairebé el doble de la seva longitud i es va afegir un nou far.
En la zona de terra l'escullera té 3 arcs que es varen van incloure en la dècada de 1890 i destinades a permetre la circulació de l'aigua de mar i així evitar l'acumulació de sorra al port. Si bé aquests van ser raonablement eficaços en els seus temps, avui dia la sorra al port és vist com una cosa positiva.
Amb intenció d'ampliar el port es va construir un moll de fusta en 1864 molt a prop del moll d'Smeaton. Aquest moll va durar 20 anys i tot el que queda d'aquest són les 2 files de soques de fusta.